# Лазарово
Вижте пояснителната страница за други значения на Струпен.
Ла̀зарово (до февруари 1950 г. Струпен) е село в Северна България. То се намира в община Кнежа, област Плевен. В близост е до град Червен Бряг и град Бяла Слатина. Селото граничи със землищата на Бреница, Еница, Кнежа, Койнаре.
На 1 януари 1979 г. преминава от Врачански към Плевенски окръг. Преди е било към Белослатинска околия.

## География
Лазарово е разположено на два хълма, разположени от двете страни на малка река, която местните хора наричат „барата“. В селото има китни градини, хубави лозя, паркове и стара църква.
Разположението на селото и котловинният релеф дават предпоставки за топло лято и студени зими. Зимните температури достигат оптималните за Северна България стойности в някои години и до -30 градуса по Целзий! Въпреки това тук почвите са плодородни и реколтата обилна, което привлича арендатори и земята се обработва. Тук пустеещи земи няма. Развито е и животновъдството. Отглеждат се предимно крави за добив на мляко.
През северната част на селото преминава третокласния Републикански път III-1304. В близост е разположен и Републикански път III-1306.

## История
Струпен – име обсипано с легенди. Никой не знае и не може да каже кога се е заселило, кои са били първите му жители, откъде са дошли, как се е казвало първо и от къде носи името си Струпен. Има различни предположения и легенди за него.
В книгата си „От Искър до Огоста“ Богдан Николов пише: "В района на Струпен има няколко интересни стари селища. Техните останки са около големите извори над селото, наричани Горното езеро и Рачово езеро, и при Друма. При Рачовото езеро има следи от голямо тракийско селище, обитавано през първото хилядолетие пр. Хр. Некрополът на това селище е открит при изкопи за свинарник на ТКЗС (т.е. Трудово кооперативно земеделско стопанство). Погребенията тук са извършени чрез изгаряне на трупа и обгорелите кости са събрани от кладата, поставени са в глинена урна и са заровени в плитък гроб. Заедно с погребалната урна са поставени глинени съдове и чаши с храна и питие (живели са хора от племето Трибали – БА.).
През римската епоха на Балканите, около Горното езеро е имало трако-римско селище, а до самия извор – и светилище, от което са намерени оброчни плочи с изображения на почитаните божества. Некрополът на това трако-римско селище е открит в южната част на стопанския двор на ТКЗС при изкопи за складове и за кантар. Тук са открити зидани с тухли римски гробници, но погребалния инвентар е разпръснат между намервачите, които ни показаха глинени еднофитилни лампи и римски бронзови и медни монети от II – IV век.
В същия този район около двата извора е било и средновековното село Струпен. От изворите започва и долът на Струпен. Средновековните гробове са открити североизточно от средновековното село Струпен и южно от днешното село Струпен в местността Гръстелниците. Намерените погребения са от времето на Първото и Второто българско царство.
В един османски документ с дата 1681 г. е записано като ленно владение село Струпен, с 11 домакинства (НБ КМ, ор. отд. Ф.114 арх. ед. 399, I-I-Б, 1681.).
В кондиката на етрополския манастир „Света Троица“ или „Варовитец“, започната от 1648 г., се споменава през различни времена, имената на поклонници от Еница, Бреница, Струпен, изчезналото Ново село при р. Искър, Драшан, Камено поле наред с имената на Тетевен, Оряхово, Селановци и др. (П. Мутафчиев, Из нашите стари планински манастири, бележки и материали, Цо БАН, кн, XXVII, София, 1931, стр. 58 – 61.) Тази кондика е едно пряко доказателство за старинността на някои от споменатите села.
В записките за истоята на село Струпен на прот. Васил Иванов Стоянов четем: "Селото се е заселило на сегашното място след 1700-година, според църковните регистри предания от стари хора, които съобщаваха имената на дедите и прадедите си, дошли тук първи. Според църковните регистри и предания от стари хора, които съобщаваха имената на дедите и драдедите си дошли тук първи. Това са все бегълци от други места, преследвани от турските власти. Мястото на заселването било удобно за укритие, защото е имало доста гъста гора и търнак, а коритото на рекичката, която извира от Горното езеро, на около километър и половина, е осеяно от кладенчета, от където се е вземало вода. Това обстоятелство дало възможност селото бързо да се увеличи с преселници, най-много от Врачанско, все преследвани от турската власт, от кърджалийски и черкезки разбойнически групи, които грабели и убивали мирното и незащитено население.
По предание, преди да се засели село Струпен на около един километър, където е сега стопанския двор (на запад) имало едно село, което било с латинско (римско – БА) и се казвало Струпан. То било голямо, с две църкви от която на едната до 1925 г. стоеше престолът. За него разправяха старите хора, че след падането на турците в 1893 г./1896 г. жителите му избягали оттук на групи.
При разработването на мястото на това селище, което е било средище между Орхане и Дунава, се намериха много предмети от латинско време и с латински надписи, златни и сребърни монети, кремъчни, железни и други неща.
През римската епоха на Балканите около Горното езеро е имало трако-римско селище, а до самия извор и светилище, от което са намерени оброчни плочи с изображения на почитани божества.
Там също има и една могила, от която е наблюдавана околността. Населеното място е било обградено с два реда каменни стени широки около три метра една от друга. Тя била построена от речни и шупести камъни, които впоследствие са ползвани за строеж на къщи и дузари.
Вероятно селището е опожарено, каквато е съдбата на много други селища от околността, понеже се намират топилки (стопен метал, предимно олово, сребро, мед).
При изкопни работи за строеж на хамбар в двора на ТКЗС срещу стария кантар била открита грънчарска пещ с глинени съдове в отлично състояние, вероятно нашествениците прекъснали работата на майстора грънчар и не разрушили плодовете на неговия труд, който оставили на историята, за живота и бита на хората живеели по тези места. Така постъпили и намервачите, които я покрили с бетонна плоча, опазвайки я от лоши ръце. Срещат се много погребения, но поради невежество и алчност безвъзвратно унищожавани. Некрополът на това трако-римско селище е открит в южната част на стопанския двор при изкопи за складове и кантар. Тук са открити зидани с тъхли римски гробници, но погребалния инвентар е разпръснат между намервачите (глинени еднофитилни лампи и римски бронзови и медни монети от II – IV век.
При изкопни работи за направа на бобинажния цех бе намерена от строителната бригада на Стоил Рангелов, оброчна плочка, посветена на Херкулес. Това е един епиграфски паметник.
През 1869 г. е построена днешната каменна църква „Свети Архангел Михаил“ на мястото на стара църква, която е била плетарка (изплетена от леси, от пръти и мазана с глина, която е била полу вкопана в земята).
Кога и по какви причини с. Струпен се е преместило в стръмния дол на сегашното си място не ни е известно. След освобождението от османска власт селяните настоявали селото пак да си отиде на старото място при изворите, но кметът от рода Жаровци не разрешил. Ето защо няколко смелчаци го причакали една нощ и го убили (Б. Николов, „От Искър до Огоста“ – стр 262.).
Намирани са много римски монети. През март 1912 г. в градина в селото е открито глинено гърне с 11 сестерции на императорите Домициан и Траян. По-късно, през 1962 г., при прекопаване на лозе г-н Цветан Василовски намира колективна находка от 125 денари на Римската република и император Октавиан Август. Има и други находки, от по-късно римско време – Гордиан I, Филип I Араб, Деций Траян. (Книгата в Google: „Aufstieg und Niedergang der römischen Welt“ от H. Temporini).
Струпен се споменава в документ на Османската империя от 1659 г.:
192.1070/ 18.09.1659 – 05.09.1660, че е от „Каза Рахова“ и има да плаща данъци „нузул“ (nüzül) на султаните Селим II, Мурад III и Мехмед III в Истанбул.
Книгата с османските документи се намира в библиотеката „Кирил и Методий“ в София,
(стр. 114 и 406. Автори: Е. Радушев, С. Иванова, Р. Ковачев. Има я в интернет, стр. 106.).
В началото на 40-те години на XX век в селото е проведена комасация, като броят на земеделските имоти е намален от 4858 на 1319.
В селото е роден партизанинът Лазар Лалов, чието име то носи днес.

## Произход
Според „Юбилеень сборникь“, „Българско село“ от 1931 г. „край селото е минавал стар опасен друм (път), и много турци се струпвали да преспиват и от там и името му.“
Според „Сборник Република България“ от 1947 г.: „Легендата разказва, че жителите му са преселници от различни места, дошли тук, гонени от турските зверства. Мястото е било гористо, обрасло с тръни. Въпреки това, обаче тук се събрали-струпали много хора от където се
предполага, че селото е получило името си, което и до днес (1947 г. БА) е останало не променено.“
В книгата „Местните имена в Белослатинско“ – издадена от Константин Попов – 1960 г. се казва на стр. 530: "Старото му име е Струпен. То е сродно със Струпец – име на едно врачанско село и на друго сливенско, и отразява една характерна особеност на местността, в която се намира. Според В. Миков тези названия се срещат при наведени, но малки по пространство неравни склонове на височини. (В. Миков. Произход и значение на имената на нашите градове, села, реки, планини и места. С., 1934 г.) Произходът на името е във връзла със ст. бълг. СТРОПЪ „покрив“ и наставките – ец и – ен. От Стропец чрез редукция на О в У става Струпец.
Струпен е форма образувана от Стропен по аналогия на Струпец или по аналогия с глагола струпам/струпвам. В местния говор споридично се среща промяна на ударено О в У – нос-нус. Село Струпен е разположено главно по високата страна на голям и широк дол. който прилича на падина, по която тече Струпенската бара. Падината е дълга и пресича част от землището на с. Бреница все под това име – Струпен. Съществителното „строп“ със значение „покрив“ или „таван“ вече не се употребява в белослатинския говор, но то се среща в други български говори и в другите славянски езици. (Фр. Миклошич. ЛЕХСОН.) (Вл. Даль Толковний словаръ.).
Старинността на поселичното име показва и старинността на селото.
"То е от старобългарската дума СТРОПЪ и означава струмен дол, стръмнина. Чрез промяна на „О“ в „У“ е станал струп и като се прибави суфиксът – ен, като Брусен, Рогоз-ен и пр. става Струп. Тези старобългарски имена са голяма рядкост. Струпен е единствено, а от струп и -ец има само две селищни имена в България: с. Струпец, Врачанско и с. Струпец, Севлиевско. Те отразяват географските особености на местността и са запазили историческата география на страната ни. Необяснимо и учудващо е това, че единсвеното старинно име в Българските земи, Струпен бе заменено с името Лазарово. (с Указ №45, обнародван на 8 II 1950 г.). Освен селищното име Струпен и името на дола Струпен, в района на селото има и други старобългатски имена на местности като Окната и др. (Богдан Николов в книгата от "Искър до Огоста. стр. 282.).
През последните три века на владичеството, положението на населението между Дунав и Балкана не е така спокойно, както в Тракия през това време. „Българските земи били обхванати от разрушителния кърджалийски бяс, като от пожар“ (История на България, т. I, стр 319. исд. на БАН, 1954 г.).
Селото вероятно е разорявано и обезлюдявано и после възстановявано, каквато е била и съдбата на съседните села, с. Бреница, Кнежа, с. Търнак и други. Повечето от родовете дошли от други населени места. Има и такова предание за заселването на село Струпен. Който не можел да търпи турците или бил подгонен, побягвал от родното си село и се заселвал заедно с челядта си в селото и така са се „струпали“ от много места откъдето носи и името си. Ето няколко примери:
„Клепарчовци са един от първите български заселници в Попица, и са дошли тук, когато се е селило и село Габаре, в XVIII век. Техен родоначалник тук е Вълъо Клепарчовски, който имал двама братя – Иван и Цолъо. Цолъо понеже убил четирима кърджалик, се заселил в с. Струпен, а брат му Иван в с. Бъркачево.“
Има предание, че селото носи и името си на голям борец против османската власт в този край, роден в това село. Името му е било Струпан. Селяните го нарекли Струпан войвода-герой и наименували селото на негово име – Струпан, впоследствие при изговарянето става Струпен. Това е потвърдено с писмо до народния съвет Струпен през 1949 г. от Комисията за народностни наименования при Президиума на народното събрание, което не е запазено.

## Население
След освобождението от османска власт, село Струпен бързо се увеличава макар че живота и благосъстоянието на вече свободни българи не станал по-добър. Немотията последвалите няколко войни не попречили на населението в селото бързо да се увеличава.
При преброяването през 1946 г. жителите на село Лазарово започват да намаляват. Една от причините за намаляването на селското население е индустрализацията на големите градове, за която са необходими много свежи сили от работна ръка. По големите градове се издигат много фабрики и заводи, и промишлените градове бързо нарастват за сметна на земеделските села и градове от равнината. Тези промени, които стават в страната не подминават и с. Лазарово, макар и малко, но с много бъдна младеж, която като птички отлита по-големите градове, жадни за знания и труд, и за по-добър живот.
От 1989 г. селото остарява с всеки изминат ден и се обезлюдява, както и самата България. Младите хора, притиснати от безработицата и безпаричието избягаха по другите държави и станаха бели роби, измикяри само да могат да преживяват. Но все пак надеждата крепи човека, макар че тя умира последна.
Ние трябва да се гордеем със с. Струпен преживяло пет царства – Трибалското, Римското, Първо Българско царство от 681 г. до 1018 г., Второто Българско царство от 1185 г. до 1396 г., Трето Българско царство от 1878 г. до 1946 г., просъществувало и при тиранията на две империи – Византийска, Турска. С всеки изминал ден тук само умират хора, но не се раждат. Млади хора и колкото имаше и те избягаха, селото остарява и се обезлюдява, пустее ли пустее. То е преминало през толкова много препятствия, имало толкова много премеждия, разорявано, опожарявано, обезлюдявано – каквато е била и съдбата на много други села и градове, но се запазвала малка искрица живот, която отново като птицата Феникс го издирало от пепелищата за нов живот.

## Лексика
В лексиката на село Струпен преобладават западно-български названия, характерни изцяло към Белослатинско-плевенския говор:
- съдрах – откъснах, пце – куче, варди са – пази се, запри са – спри се и др.
Характерния белег, който отличава нашите западни диалекти от източните е различната промяна на старобългарския Ѣ (меко Е): в западните диалетки той навсякъде се явява като Е – бел, свет, цел, докато в източните се явява Я – бял, свят, цвят.

## Обществени институции
- Църква „Свети Архангел Михаил“
- Училище
- Народно читалище "Димитър Цонов - 1903"

## Културни и природни забележителности
В Лазарово виреят много черници, листата на които се използват за хранене на буби за производство на коприна.
Друго предназначение на черницата е добиването на „дудовица“ (ракия от черничев плод).
В селото има много подпочвени води, особено в ниските части. Там са запазени в оригиналния им вид две чешми. Водата е изворна и може да се консумира целогодишно. Земята е плодородна и добивите са доста високи. Местният климат позволява да виреят всякакви земеделски култури.
Хората са трудолюбиви и въпреки че средната възраст на населението е 65 години, пролетно време животът на полето кипи. Независимо от възрастта всички обработват земите си. Тук пустеещи земи няма.
Запазени са някои от традиционните празници като „Традиционната национална вечер“, която се провежда всяка година в навечерието на 3 март. Тогава бабите вадят от скриновете старите носии, с които навремето са се кипрели по празници техните майки и баби. Организира се конкурс за най-оригинална носия, надпяване и надиграване. Това е нещо, което наистина си заслужава да се види.
„Съборът“ се празнува на 21 ноември – Архангеловден по стар стил.

## Редовни събития, традиция и празници
- 3 март: „Традиционна национална вечер“
- 13 май: Годишнина от разстрела на партизаните Лазар и Димитър
- 13 май: 4х4 състезание „Лазарово 4х4 Екстрийм“
- 21 ноември, Архангеловден по стар стил: „Събор“

## Други
През месец май 2008 г. новоизбраният кмет на с. Лазарово г-н Цветан Иванов даде първия стартерен сигнал за Началото на „Офроуд 4х4“ в с. Лазарово. С помощта и съдействието на г-н Георги Василев от гр. София и членовете на клуба по Офроуд гр. Бяла Слатина се направи трасето в местността „Студената падина“.
С голямата помощ на Кмета на Общината г-н Симеон Шарабански и на служителите на Кметството на 11 май 2008 г. България разбра за малкото селце в Дунавската равнина, в което се събра многохилядна публика за Първото състезание „Лазарово 4х4 Екстрийм“,
През лятото на 2008 г. са събрани дарителски средства за закупуване на камбана, тъй като преди Великден най-старата камбана в областта е открадната.
Дарителите са хората от селото, които помагаха кой, с колкото може. Но голяма е помощта на хората извън селото, които са запазили в сърцата си любовта и мъдростта на своите предци. Всички, които дариха средствата за поръчването и закупуване на църковната камбана са записани и поставени на специално табло до входната врата на църквата и могат да се видят от посетителите. Най-малката дарителка е на 6 години и се казва Теа Александрова от гр. София.
Новата камбана струва 4022 лв. и беше поставена с водосвет и курбан на 30 август 2008 г. с Владика Киприян от гр. Враца и областните медии.
На 20 и 21 септември 2008 г. се проведе двудневно състезание по Офроуд 4х4, с много участници и екипажи от цялата страна, с победител Валери Вушев.
На 13 май 2010 г. по стара местна традиция се оттбеляза годишнина от разстрела на партизаните Лазар Митов и Димитър Цонов. Пред паметника в центъра на селото бяха поднесени цветя и венци на признателност от кметството, общината и много гости. Проведе се тържествена заря в чест на загиналите през войните и борбите за освобождение. Събитията продължават и на 15 и 16 май когато ще се провежда първия за годината кръг на състезание „Лазарово 4х4 Екстрийм“.

## Карти
- bgmaps.com[неработеща препратка]
- emaps.bg[неработеща препратка]
- Google

## Личности
- Дило Дилов, художник[5]
- Димитър Цонев, партизанин[6]
- Иван Попстоянов, македоно-одрински опълченец, Четвърта рота на Пета одринска дружина[7]
- Лазар Митов Лалов, партизанин[4]
- Лало Павлов, сатирик[8]
- Тодор Ненчовски, журналист[9]